# Bank of Credit and Commerce International
Pour les articles homonymes, voir BCCI.
La Bank of Credit and Commerce International (BCCI) (en français : Banque de crédit et de commerce international) était une banque fondée au Pakistan en 1972.
Banque du Moyen-Orient basée au Luxembourg, la BCCI a connu une faillite retentissante en 1991. Elle a été associée à diverses activités criminelles, en particulier le blanchiment d'argent au profit des cartels colombiens de la cocaïne et du général Noriega au Panama. Elle a aussi été associée au financement du terrorisme. 

## Chronologie

### Création et lancement
Le 29 novembre 1972, la BCCI est créée par le pakistanais Agha Hasan Abedi, issu d'une famille chiite, qui souhaitait créer une banque d'envergure internationale et active dans les pays émergents, la première banque musulmane au monde. Il bénéficie du parrainage de l’émir d’Abu Dhabi, Zayed ben Sultan Al Nahyane, qui y injecte de fortes sommes en pétrodollars. La banque est liée à de grandes familles arabes ou pakistanaises comme les Bin Mahfouz d'Arabie saoudite, les Gokal du Pakistan et les Ghaith Pharaon d'Abou Dabi. BCCI Holding SA est enregistrée au Luxembourg en 1972. Le Gulf group, conglomérat propriété de la famille Gokal, fut dès 1972 le premier gros client de la banque . 
En 1973, la BCCI dispose de 19 succursales dans 5 pays. Cependant, la banque n'est pas soumise au contrôle d'une banque centrale, et ne dispose donc pas de prêteur de dernier ressort.
BCCI SA est enregistrée aux Îles Caïmans en 1975.
Dès 1976, le Gulf group réalise des emprunts massifs auprès de la BCCI, ce qui pousse la banque à déplacer les comptes de ce client de Londres vers les îles Caïmans pour contourner les limites d'emprunt britanniques. Dès 1978, la BCCI commence à renflouer les comptes du Gulf group de manière illicite, et ce afin de prouver que les remboursements sont réalisés en temps et en heure. L'argent insufflé illégalement par la BCCI dans les comptes du Gulf group sont évalués à 700 millions de dollars. Tous les fonds illégaux ont transité par la branche des îles Caïmans de la BCCI, l'International Credit and Investment Company in the Cayman Islands.
Dès le début des années 1980, la BCCI devient la banque privée du narco-trafiquant Pablo Escobar, lui-même à la recherche de solutions financières pour blanchir sa colossale fortune.
USA Today et ABC News ont révélé en 1999 que des Saoudiens avaient utilisé à de nombreuses reprises la BCCI pour financer Ben Laden.

### Irrégularités et fermeture
En 1985, la BCCI est épinglée par les autorités luxembourgeoises pour avoir maquillé ses lourdes pertes, une amende de 225 millions de dollars lui est infligée.
Dès 1986, la banque est infiltrée par deux douaniers américains, Kathleen Erickson et Robert Musella. Ces deux espions se fondent dans le tissu économique des narco-trafiquants de la Floride et injectent des millions de narcodollars dans les circuits de la BCCI pour en observer ses flux. 
En 1988, des membres de la filiale de la BCCI de Tampa (Floride) sont impliqués dans un trafic de stupéfiants.
En juillet 1991, la BCCI fait faillite et ferme avec une dette de 20 milliards de dollars. Elle a été qualifiée le 29 juillet par Time comme étant « la plus sale banque de toutes ». Le 5 juillet 1991, la banque d'Angleterre ferme les bureaux anglais de la BCCI, laissant en plan 120 000 clients, pour « fraudes étendues commises sur une période prolongée ». Les autorités financières de 14 pays au total ont procédé à la fermeture des branches sur leurs territoires. Le 8 juillet 1991, les autorités suisses annoncent prendre la main sur l'administration de la banque en vue de sa liquidation.
La banque est accusée de s'être appuyée sur les fonds apportés par ses petits déposants pour grassement financer les projets de ses gros clients. Lorsque la banque devint déficitaire, elle creusa sa dette dans des banques offshore, et gonfla artificiellement la valeur de ses actions. La BCCI se servait dans les dépôts de clients des nouvelles banques rachetées pour réapprovisionner ses propres caisses.
Le quotidien britannique « The Financial Times » rapporte dans son édition du samedi 27 juillet que plusieurs filiales de la BCCI ont servi à financer l'Irangate en exportant des missiles antichars américains vers l'Iran durant la guerre Iran-Irak.
En août 1991, le comité de la banque fédérale américaine a demandé une amende de 200 millions de dollars à la BCCI pour le contrôle dissimulé des banques First American, Centrust Savings Bank of Miami et Independence Bank of Encino, Calif. L'entreprise d'audit financier Price Waterhouse fait état dans un rapport de 45 pages sur la BCCI de faux prêts, de dépôts non enregistrés, de délits d'initiés, tous véhiculés via des banques complices et des entreprises écrans. Le représentant de la BCCI aux États-Unis était Ghaith Pharaon, un riche homme d'affaires saoudien. Par la suite, le FBI et Interpol se mettront à la recherche de Ghaith Pharaon, fugitif et inculpé dans plusieurs affaires,,,,,.

### Commission sénatoriale Kerry
Pendant leur enquête sur l'affaire Noriega, la commission sénatoriale que préside le sénateur John Kerry, futur candidat à la Présidence des États-Unis, a des raisons de penser que la BCCI aide au blanchiment de l'argent du trafic de cocaïne du général Noriega, président du Panama. 
En décembre 1992, les sénateurs John Kerry et Hank Brown, républicain du Colorado, publient The BCCI Affair, qui relate le scandale et prouve que la BCCI était liée à des organisations terroristes. Elle évoque l'implication dans le dossier du Ministère de la Justice, du Trésor Public, des Douanes et de la Banque Fédérale, ainsi que de lobbyistes influents et de la CIA. (The BCCI Affair, Report to the Committee on Foreign Relations, United States Senate, Senator John Kerry and Senator Hank Brown, december 1992 - 102nd Congress 2d Session Senate Print 102-140.)
Dans leur rapport, John Kerry et Hank Brown condamnent le gouvernement de George W. Bush et notamment Robert Mueller alors procureur général pour son manque de rapidité dans le traitement de l'affaire. John Kerry par ailleurs est critiqué de toutes parts pour n'avoir pas dénoncé de façon plus virulente les démocrates impliqués dans l'affaire, et par les démocrates pour avoir dénoncé certains de leurs membres.

### Procès des victimes
En janvier 1992, la BCCI plaide coupable des charges d'escroquerie (racketeering en anglais), et a restitué 550 millions de dollars destinés au remboursement des clients lésés par la fraude, aux États-Unis et à l'international.
Après un procès de plus de 20 ans qui aura coûté 650 millions de dollars aux 150 plaignants, Abbas Gokal est condamné à 14 ans de prison. La liquidation judiciaire de la banque a été confiée à la société Deloitte, qui factura 1 milliard de dollars pour le total des opérations.

## Clients connus
- Saddam Hussein
- Abu Nidal
- Manuel Noriega
- la CIA (notamment pour le financement des Contras, et pour des ventes d’armes à l’Irak, à l’Iran et aux Moudjahidin afghans en lutte contre l’Armée rouge[1])
- Pablo Escobar
- Ferdinand Marcos
- Adnan Kashoggi
- le Mossad
- Oussama ben Laden